# Сергеевичи (Могилёвская область)
Серге́евичи (бел. Сярге́евічы) — деревня в Любоничском сельсовете Кировского района Могилёвской области Республики Беларусь. В деревне находится улицы Центральная и Лесная. За деревней расположено безымянное озеро, в котором водится рыба. Серге́евичи известны своей клубникой, которую местные жители активно выращивают на продажу. 
Название происходит от церковного имени Сергей, первопоселенца. Деревня находится на трассе Р62 (Чашники — Кличев — Бобруйск)

## Население
Согласно переписи 1897 года в селе имелось 82 двора, в которых проживало 560 человек. В 1909 году в деревне находилось 107 дворов с 756 жителями.
1 января 2017 года в деревне насчитывалось 83 хозяйства, в которых проживало 128 жителей.

## Культура
- Сергеевичский сельский клуб-библиотека(давно находился в нерабочем состоянии, был снесён)